# Lispocephala sigillata
Lispocephala sigillata är en tvåvingeart som beskrevs av Hardy 1981. Lispocephala sigillata ingår i släktet Lispocephala och familjen husflugor. Inga underarter finns listade i Catalogue of Life.